# Ebony Ayes
Ebony Ayes (28 de janeiro de 1962) é uma notória atriz pornográfica norte-americana. Alcançou o auge de sua carreira no final da década de 1980 e início da década de 1990, continuando seu trabalho até 1996. Juntamente com Jeannie Pepper e Heather Hunter, Ayes foi uma das três primeiras mulheres afro-americanas a participar de grandes filmes pornográficos.

## Carreira profissional
Ayes participou de filmes pornográficos entre 1985 e 1994 e chegou a atuar em mais de 110 filmes entre 1987 e 1989, seu período mais prolífico. A maioria de seus filmes são classificados como interracial ou fetichismo de mama.
Depois de deixar os filmes pornográficos em 1994, Ayes trabalhou como dominatrix em Atlanta. Aposentou-se totalmente da indústria pornográfica no início de 2000.

## Filmografia
Dentre seus últimos filmes, estão:
- Office Politics (1993)
- Black Madam Sadista (1992)
- Lesbian She Fights (1992)
- Lesbian She Fights 2 (1992)
- Big Tit Orgy 3 (1991)
- Black & Gold (1991)
- Backfield in Motion (1990)
- Big Tit Orgy 1 (1990)
- Busen Extra 2 (1990)
- Kiss Thy Mistress' Feet (1990)
- Lesbian Fantasies (1990)
- Rise of the Roman Empress 2 (1990)